# Efeb
Efeb o efebus (en grec antic ἔφηβος) era el nom que s'aplicava als joves atenencs quan arribaven a l'edat de 18 anys i durava fins als 20 anys en què esdevenien homes i eren admesos en tots els drets i deures dels ciutadans excepte aquells que per llei no es podien exercir fins a edat més avançada.
Probablement als divuit anys els joves adquirien la seva majoria d'edat i podien establir relacions jurídiques privades, i ja entraven, quan era el cas, en possessió del patrimoni (així va ser en el cas de Demòstenes) i tenien dret d'actuar contra els seus tutors. També en aquesta edat ja es podien casar.
Eren inscrits al registre del seu demos, i a Atenes iniciaven el que se'n deia l'efèbia, la seva formació militar, una mena d'aprenentatge amb les armes, que sembla que tenia lloc en el moment de l'elecció dels nous arconts. Els efebs es reunien en un lloc públic, sovint al teatre, davant de tot el poble, i se'ls entregava un escut i una llança. Aquells que tenien els seus pares morts en alguna batalla i havien estat educats a expenses de l'erari, rebien una armadura completa. Així equipats, eren conduïts al temple d'Aglauros i prestave un jurament amb el que es comprometien a no deshonrar mai les seves armes ni a abandonar els seus companys. A lluitar fins al final en defensa del seu país, dels seus altars i les seves cases, i deixar el seu país en un estat millor del que l'havien trobat. Juraven també d'obeir els magistrats i les lleis i per resistir tots els intents de subvertir les institucions de l'Àtica i finalment, de respectar i fer respectar la religió dels seus avantpassats.
Segons Xenofont, els efebs dedicaven els dos anys de preparació militar a servir com a περίπολοι (perípoloi), és a dir de patrulla a la regió de l'Àtica. Altres fonts diuen que el primer any rebien instrucció militar i el segon patrullaven, i Aristòtil fa referència a que al final del segon any es tornaven a presentar al teatre a fer una exhibició de tàctiques militars. L'entrenament anava a càrrec d'un estrateg nomenat especialment per aquesta funció, encara que hi havia altres instructors, com ara els sofronistes, que a més instruïen sobre matèria moral, segurament elegits per l'areòpag. A patir dels vint anys podien formar part de l'exèrcit regular. Els efebs vestien la clàmide i portaven un pétasos.